# Philip Seymour Hoffman
Philip Seymour Hoffman (23 tháng 7 năm 1967 – 2 tháng 2 năm 2014) là một diễn viên điện ảnh Mỹ. Anh đã đoạt giải Oscar cho nam diễn viên chính xuất sắc nhất trong phi Capote năm 2006. Anh cũng từng ba lần được đề cử giải Oscar cho nam diễn viên phụ xuất sắc nhất trong các phim Charlie Wilson's War (2007), Doubt (2008), và The Master (2012). Trước khi mất, Philip Seymour Hoffman tham gia vào bộ phim The Hunger Games: Catching Fire và hoàn tất quá trình quay của phần tiếp theo, The Hunger Games: Mockingjay – Part 1.

## Tiểu sử
Hoffman sinh năm 1967 tại Thành phố New York. Năm 1987, anh tốt nghiệp đại học New York, chuyên ngành nghệ thuật kịch.
Năm 1991, Hoffman khởi nghiệp điện ảnh và sau đó, anh để lại nhiều ấn tượng với các vai diễn trong các phim: Nobody’s Fool (1994), Twister (1996), The Big Lebowski (1998), Happiness (1998) hay Boogie Nights (1997), Long Day’s Journey Into Night (2003), True West (2000), Death of a Salesman (2012).
Hoffman nổi tiếng với những vai phụ song đỉnh cao trong sự nghiệp của anh là vai diễn trong phim Capote. Bộ phim trên đã đem lại cho Hoffman giải Oscar nam diễn viên chính xuất sắc nhất vào năm 2006.
Anh bị mắc chứng nghiện rượu và nghiện ma túy. Ngày 2 tháng 2 năm 2014, bạn anh là David Bar Katz phát hiện anh chết trong phòng tắm của căn hộ văn phòng West Village, Manhattan. Theo Cảnh sát Thành phố New York, cái chết của anh rõ ràng là do sử dụng ma túy quá liều. Các nhân viên điều tra phát hiện số lượng lớn heroin và một số thuốc kê toa trong căn hộ của anh.